# Реификација (логичка грешка)
Реификација (такође позната као конкретизам или кao заблудa погрешнe конкретности) је заблуда од двосмислености, када се апстракција (апстрактно веровање или хипотетички конструкт) третира као да је у питању конкретан прави догађај или физичко лице, тј. грешка настаје услед појаве да се као конкретна ствар третира нешто што није конкретно (попут идеје). Типични илустративни пример реификације је мешање модела са стварношћу: „мапа није територија“.
Реификација се користи у литератури, као и у природном језику (попут метонимије), где реификована апстракција представља врсту говора. Међутим, коришћење реификације у логичком закључивању или реторици сматра се заблудом.

## Етимологија
Оригиналан превод са латинског језика био би res („ствар“) и -fication, суфикс повезан са facere („правити“). Према томе, реификацију можемо превести као „прављење ствари“, претварање нечег апстрактног у конкретну ствар или предмет.

## Теорија
До реификације долази када се природни или друштвени процеси поједноставе или погрешно схвате. На пример, када су људске творевине описане као „чињенице природе, резултати космичких закона или манифестације божанске воље“.

## Заблуда погрешно постављене конкретности
По Алфреду Норт Вајтхеду, неко почини заблуду погрешно постављене конкретности када дође до погрешног апстрактног веровања, мишљења или концепта о стварима у физичкој или „конкретној“ стварности: „Грешка постоји, али то је само случајна грешка у замењивању апстракта са нечим конкретним. То је пример онога што би се могло назвати „Заблуда погрешно постављене конкретности“. “ 

Вајтхед је у расправи о односу просторног и временског смештаја објеката предложио заблуду. Он не признаје мишљење да се неком конкретном физичком објекту у универзуму може приписати неко временско или просторно проширење. 
Осим суштинског односа материје (делића материје) са осталим деловима свемира, не постоји ниједан елемент који поседује смештај овако једноставног карактера. Тврдим да процесом конструктивне апстракције можемо доћи до апстракција које су једноставно лоцирани комадићи материјала, и до оних других апстракција које су повезане са науком. Према томе, стварна грешка је пример онога што сам назвао: Заблуда погрешно постављене конкретности.

## Злобни апстракционизам
Вилијам Џејмс је често употребљавао појам „опаки апстракционизам“ и „опаки интелектуализам“. То је чинио поготово да би критиковао идеалистичке филозофије Имануела Канта и Георга Вилхелма Фриедриха Хегела. У „Значењу истине“, Џејм је написао:
Дозволите ми да „опаким апстракционизмом“ назовем концепте који би се могли овако описати:
Конкретну ситуацију конципирамо издвајањем неке њене истакнуте или важне особине, и њеним сврставањем по тој особини. Затим, уместо да претходним карактеристикама ситуације придодајемо све позитивне последице које нам је нови начин закључивања донео, настављамо да користимо наш концепт с наменом. Свођењем првобитно широко описане појаве на чисте сугестије узете у апстрактном смислу, су избачене све остале карактеристике које су чиниле ту појаву.
Апстракција, функционишући на овај начин, постаје више ограничење него напредак у размишљању.
Константно коришћење апстрактних карактеристика је, уверен сам, један од великих грехова рационалистички оријентисаног ума.
У поглављу о „Методама и замкама психологије“ у Принципима психологије, Џејмс је скренуо пажњу на следећу заблуду: „Велика замка психолога је мешање његовог личног става са ставом менталне чињенице о којој он извештава. Убудуће ћу ово назвати „психолошком заблудом“. “
У дескрипцији разних заблуда, Џон Девеј је пратио Џејмса, као и „филозофску заблуду“, „аналитичку заблуду“ и „заблуду дефиниције“.

## Употреба конструката у науци
Појам „конструкта“ се јавља у далекој историји науке. Користи се у многим научним областима. Конструкција је хипотетичка објашњавајућа променљива која није директно уочљива. На пример, концепти мотивације у психологији, корисности у економији и гравитационог поља у физици су конструкти; они нису директно видљиви, али су алати који описују природне појаве.
Колико ће конструкт бити користан и прихваћен као део тренутне парадигме у научној заједници зависи од резултата емпиријског истраживања које показује да ли научни конструкт има валидност конструкта (односно да ли се понаша онако како теорија каже да би та конструкција требало да се понаша). Према томе, за разлику од Вајтхеда, бројни психолози верују да, ако се разуме на прави начин и емпиријски поткрепи, „заблуда реификације“ примењена на научне конструкције уопште није заблуда. То је један део стварања и вредновања теорије у „нормалној науци“.
Стивен Џеј Гоулд се у књизи „Несрећа човека“ базира на идеји заблуде реификације.
Он сматра да је грешка у коришћењу коефицијената интелигенције за процену интелигенције људи у томе што, само зато што се количина која се назива „интелигенција“ или „коефицијент интелигенције“ дефинише као адекватна мера, не значи да је интелигенција стварна; чиме се негира ваљаност конструкта „интелигенција“.

## Однос према другим заблудама
Предлаже се да је патетична заблуда (такође позната као антропоморфна заблуда или антропоморфизација) посебна врста реификације. Као што је већ речено, реификација је приписивање конкретних карактеристика апстрактној идеји, док до патетичне заблуде долази када су те карактеристике људске особине, посебно мисли или осећања . Патетична заблуда је такође повезана са персонификацијом, која директно и експлицитно приписује живот и осећаја дотичној ствари, док је патетична заблуда много шира.
Анимистичка заблуда укључује приписивање личне намере догађају или ситуацији.
Заблуду реификације не треба мешати са другим заблудама двосмислености:
- Акцент, где двосмисленост произилази из нагласка (акцента) стављеног на реч или фразу
- Амфиболија, вербална заблуда која произлази из двосмислености у граматичкој структури реченице
- Састав, када се претпостави да целина има својство само зато што различити делови имају то својство
- Подела, када се претпостави да различити делови имају својство само зато што целина има то исто својство
- Двосмисленост, обмањујућа употреба речи са више значења.

## Као реторичка направа
Реторичка средства метафоре и персонификације изражавају облик реификације, али са мало заблуде. Ове појаве се по дефиницији не примењују буквално, те не омогућавају ниједан погрешан закључак да је формална реификација реална. На пример, метафора позната као патетична заблуда, „море се љутило“ производи бес, али не подразумева да је бес конкретна супстанца или да је вода осетљива. Супротност лежи у томе што заблуда није илустрација или поезија реторике већ настањује погрешно расуђивање. Ову различитост је често врло тешко схватити.

## Контрапримери
Реификација се у неким ситуацијама сматра ваљаним аргументом, иако обично није тачна. Томас Силинг, теоретичар игара током хладног рата, сматрао је да је за многе сврхе апстракција коју су делили различити људи постала стварна. Неки примери укључују ефекат округлих бројева у ценама акција, значај који се приписује Дов Џонс Индустриал индексу, државне границе, жељене бројеве и многе друге.